# Charlie Radford
Charles „Charlie“ Radford (* 19. März 1900 in Walsall; † 13. Juli 1924 in Wolverhampton) war ein englischer Fußballspieler. Radford war nach dem Ersten Weltkrieg zunächst als Stürmer beim FC Walsall aktiv, von 1920 bis 1924 war er als Verteidiger bei Manchester United tätig. Er starb im Juli 1924 bei einem Motorradunfall.

## Karriere
Radford gehörte bereits während seiner Schulzeit zu den herausragenden Fußballern seines Jahrgangs und lief im Frühjahr 1914 in den Schülerländerspielen gegen Wales (6:2) und Schottland (0:0) auf. In der Partie gegen Schottland vor über 20.000 Zuschauern im Hampden Park gehörte er nach Pressemeinung zu den herausragenden Spielern seiner Mannschaft. Durch den Ersten Weltkrieg war der reguläre Spielbetrieb von 1915 bis 1919 ausgesetzt, bei Wiederaufnahme gehörte er in der Saison 1919/20 dem in der Birmingham & District League spielenden FC Walsall an. Nach seinem Debüt am 27. September 1919 gegen Wednesbury Old Athletic als rechter Halbstürmer, übernahm er wenige Wochen später die Position des Mittelstürmers von Billy Benton und blieb auf dieser bis Saisonende Stammspieler, als ihm zwölf Tore in 26 Ligaspielen gelangen.
In der Saisonpause wurde er vom Erstdivisionär Manchester United verpflichtet, musste auf seinen ersten Einsatz in der Football League aber fast ein Jahr warten. Zwischenzeitlich wurde er im Reserveteam eingesetzt, da dort der Platz des Mittelstürmers von Billy Goodwin besetzt war, wurde Radford zum rechten Verteidiger umgeschult. Mit der Reservemannschaft gewann er am Saisonende die Meisterschaft der Central League. Am 7. Mai 1921 lief er bei einem 3:0-Heimsieg gegen Derby County erstmals in einem Pflichtspiel für die erste Mannschaft von United auf. Zur folgenden Erstligasaison hatte er einen Stammplatz als rechter Verteidiger inne und spielte zumeist an der Seite des linken Verteidigers Jack Silcock, die Mannschaft stieg aber als Tabellenletzter in die Second Division ab. Auch dort gehörte Radford zum Stammpersonal, nach einem vierten Platz in der Spielzeit 1922/23 platzierte man sich 1923/24 nur noch auf dem 14. Rang. Die letzten Wochen der Saison 1923/24, in der er zumeist mit Charlie Moore die Verteidigung gebildet hatte, verpasste er, nachdem er von einem Komitee der FA für sechs Wochen gesperrt worden war, da er im Saisonverlauf bereits vier Verwarnungen wegen Foulspiels erhalten hatte und Anfang März gegen den FC Nelson des Feldes verwiesen worden war, was ihm sogar einen Vergleich mit dem berüchtigten Raubein Frank Barson einbrachte. In den vier Jahren seiner Zugehörigkeit hatte er neben 91 Ligaspielen (1 Tor) auch fünf Partien im FA Cup für Manchester absolviert. 
In den Abendstunden des 13. Juli 1924 verunglückte Radford auf dem Weg nach Walsall zu seiner Wohnung, als er in der Nähe von Wolverhampton mit seinem Motorrad mit einem Fahrrad zusammenstieß und beim Sturz schwere Gesichtsverletzungen erlitt. Er wurde in das Wolverhampton General Hospital eingeliefert, wo er kurz darauf seinen Verletzung erlag. In einem Nachruf notierte der Korrespondent des Derby Daily Telegraph: „Während Radford wohl nicht jedem gefiel, weil er viel Energie und Elan in sein Spiel steckte, ist unbestreitbar, dass er der beste Verteidiger Uniteds war.“